# Stenoma hebes
Stenoma hebes es una especie de polilla del género Stenoma, orden Lepidoptera.
Fue descrita científicamente por Dognin en 1905.

## Distribución
Se distribuye por Panamá, Colombia y Guayana.